# PGC 31559
LEDA/PGC 31559 ist eine Spiralgalaxie vom Hubble-Typ Sc im Sternbild Sextant südlich der Ekliptik. Sie ist schätzungsweise 378 Millionen Lichtjahre von der Milchstraße entfernt. Gemeinsam mit IC 628 bildet sie ein gravitativ gebundenes Galaxienpaar.

Im selben Himmelsareal befinden sich u. a. die Galaxien NGC 3326 und IC 634.
Das Objekt wurde am 18. Mai 1892 von Stéphane Javelle entdeckt.